# Final Fantasy IV
Final Fantasy IV (OT: jap. ファイナルファンタジーIV, Fainaru Fantajī Fō) ist der vierte Teil der Final-Fantasy-Videospielserie von Square. Das Spiel wurde in Japan im August 1991 als erster Teil der Reihe für die Spielkonsole SNES veröffentlicht. 

## Handlung
Die Geschichte handelt vom Dunkelritter Cecil, dem Anführer der Rotschwingen des Königreichs Baron. Das Spiel beginnt damit, dass er einen Kristall aus der Stadt Mysidia rauben muss, was ihn in einen Gewissenskonflikt stürzt. Cecil wird nun zusammen mit seinem Freund Kain vom König in das Beschwörerdorf Nebel geschickt, um dort ein Paket abzuliefern. Dieses entpuppt sich aber als Bombe, mit der der machthungrige König von Baron das Dorf auslöschen wollte. Nur das Mädchen Rydia überlebt. Cecil wendet sich nun endgültig von Baron ab.
Im Verlauf seiner Reise trifft Cecil einige Gefährten, mit denen er Baron bekämpft. Es stellt sich heraus, dass nicht der König selbst, sondern ein gewisser Golbez der wahre Bösewicht ist, der im Hintergrund seine Fäden zieht. Cecil und seine Kameraden versuchen ihn davon abzuhalten, alle vier Kristalle zu erbeuten. Dies gelingt ihnen jedoch nicht.
Die Gruppe steigt nun in die Unterwelt hinunter, wo sie auf Zwerge trifft. Unter der Erde gibt es nämlich vier weitere Kristalle, die Golbez ebenfalls erlangen will. Er glaubt, dass er mithilfe aller acht Kristalle den Turm von Babil aktivieren kann, der ihm den Weg zum Mond weisen soll, wo er hofft, Macht jenseits menschlichen Vorstellungsvermögens zu finden.
Golbez weiß jedoch nicht, dass sich auf dem Mond die Rasse der Lunarianer befindet, deren Planet einst vernichtet wurde. Daraufhin wollten sie auf die Erde umsiedeln, doch als sie die junge Rasse der Menschen sahen, verzichteten sie darauf, jenen ihren Planeten zu stehlen und bauten einen zweiten Mond, auf dem sie fortan lebten. Einer der Lunarianer, genannt Zemus wollte jedoch keine Rücksicht den Menschen gegenüber zeigen und sie zwecks der Umsiedlung seines eigenen Volkes auslöschen, worauf die Lunarianer ihn in einen Tiefschlaf versetzten, er aber trotzdem in der Gegenwart der Geschichte Golbez durch seinen Hass für seine eigenen finsteren Absichten kontrollieren konnte.
Höhepunkt des Spiels ist die Landung auf dem Mond und die Konfrontation mit dem erwachten Zemus, dessen Hass im Laufe der Zeit immer größer wurde.

### Charaktere
Final Fantasy IV bietet zehn verschiedene Charaktere, von denen jedoch nie mehr als fünf gleichzeitig spielbar sind und Cecil nicht austauschbar ist. Jeder hat eine Spezialfähigkeit (z. B. kann Cid den Schwachpunkt der Gegner zeigen, Edge kann Gegenstände auf den Gegner werfen usw.).
- Cecil Harvey: Ist zuerst ein dunkler Ritter und mit dem Kommando der Rotschwingen vertraut, er wird später zu einem Paladin.
- Rosa Joanna Farrell: Cecils Freundin, sie ist eine starke Weißmagierin.
- Kain Highwind: Ein Rivale und zugleich ein guter Freund Cecils, er ist Kommandant der Dragoons.
- Rydia: Ein junges Mädchen, das im Nebeldorf lebt, der Heimat der Beschwörer.
- Edward Chris von Muir: Der Prinz von Damcyan, der seinen königlichen Status ablehnt und als Barde durch die Lande zieht.
- Tellah: Ein Weiser. Er konnte einst mächtige Zaubersprüche anwenden, doch mit dem Alter haben seine Fähigkeiten abgenommen, kehren aber zu ihm zurück.
- Palom und Porom: Die Zwillinge sind Zauberlehrlinge aus Mysidia.
- Edward „Edge“ Geraldine: Der Prinz von Eblan, dem Ninjakönigreich.
- Yang Fang Leiden: Ein Karateka, dessen Heimat durch Barons Truppen zerstört wird.
- Cid: Der Konstrukteur von Barons Luftschiffen. Es gefällt ihm nicht, dass diese als Waffen eingesetzt werden. Deshalb wendet er sich später von Baron ab.
- Fusoya: Ein Lunarianer, der Cecils Gruppe die eigentliche Handlung erklärt. Er ist nur für eine kurze Zeit gegen Ende des Spiels spielbar.

## Spielprinzip und Technik
Final Fantasy IV ist gegenüber den früheren Teilen auf dem NES hinsichtlich Erzählweise und Präsentation fortschrittlicher. Die Handlung hat einige überraschende Wendungen und zeigt auch persönliche Konflikte auf. Das Spiel bietet viele Sidequests, also Aufgaben, die der Spieler erledigen kann, aber nicht zwingend muss.
Es ist weiterhin das erste Spiel der Serie, bei dem das Active Time Battle System zu Tragen kommt, das in den weiteren Spielen bis Teil IX ebenfalls verwendet wird. Dabei wird jeder Spielfigur eine Aktionsmöglichkeit zugesprochen, sobald sich ein langsam füllender Balken aufgeladen hat. Dieses Prinzip gewährt einige taktische Finessen, weil die Reihenfolge vorhersehbar und mittels bestimmter Zauber auch manipulierbar ist.

## Produktionsnotizen
In Nordamerika erschien es in einer inhaltlich reduzierten und stark vereinfachten Form als „Easytype“-Version im November 1991 unter dem Namen Final Fantasy II. In Europa ist die Ur-Version Jahre später als Remake als Teil der europäischen Final Fantasy Anthology auf der PlayStation auf Englisch erschienen. Eine Neuauflage mit einigen Änderungen und Erweiterungen (u. a. zwei Bonus-Dungeons) erschien für den Game Boy Advance am 12. Dezember 2005 in Japan und am 2. Juni 2006 in Europa. 2007 folgte eine grafisch komplett in 3D überarbeitete Fassung für den Nintendo DS, welche in dieser Version auch für iOS und Android erschien. 2011 erschien eine weitere Fassung für die PSP, welche grafisch wieder auf der SNES-Fassung basiert und um die ursprünglich Wii-exklusive Erweiterung Final Fantasy IV: The After Years ergänzt wurde.

## Rezeption
Final Fantasy IV erhielt bei Veröffentlichung gute bis sehr gute Kritiken und wurde teilweise als wegweisend für zukünftige Titel des (J)RPG-Genre betrachtet. Sowohl der Einsatz von Mode 7 bei Nutzung des Flugschiffs, welches eine dreidimensionale Ansicht emuliert, sowie die Qualität des Soundtracks auf der besseren Hardware des SNES, wurden von Kritikern hervorgehoben. Daneben wurde auch das dynamische Kampfsystem sowie die epische Handlung mit Figuren, welche eigene Motivationen hatten und weiterentwickelten, lobend erwähnt. Letzteres gilt rückblickend als wichtigstes Erbe des Titels, welcher als eines der ersten Videospiele betrachtet wird, das seine Handlung ins Zentrum des Spielerlebnisses stellte und somit eine heute genredefinierende Eigenschaft etablierte.
Das Spiel tauchte immer wieder auf Listen der „Besten Videospiele aller Zeiten“ auf, wird aber zunehmend von seinen Nachfolgern überschattet.
Am Veröffentlichungstag wurden etwa 200.000 Kopien des Spiels abgesetzt. Die SNES-Version des Spiels verkaufte sich insgesamt 1,44 Millionen Mal. Bis 31. März 2003 wurden über alle Plattformen hinweg 2,16 Millionen Kopien verkauft, davon 340.000 außerhalb Japans.